# جون إف. ماكجريجور
جون إف. ماكجريجور (بالإنجليزية: John F. MacGregor)‏ هو مهندس أمريكي، ولد في 1943.